# Управляемость (социология управления)
Управляемость (Социология управления) – это качественная характеристика социальной среды, позволяющая социализированным субъектам устанавливать и достигать определенные цели во взаимодействии друг с другом. 
Первые социологические трактовки управляемости характеризовали её не как качество, а как меру, степень. Согласно самому известному определению, данному А.И. Пригожиным, управляемость означает ту степень контроля, который управляющая подсистема какого-либо организационного целого осуществляет по отношению к управляемой, а также ту степень автономии, которую управляемая подсистема сохраняет по отношению к управляющей.  По мнению А.В. Тихонова, управляемость – это степень влияния отношений или связей управления на социальные взаимодействия людей в процессе их совместной деятельности; она может быть высокой, средней или низкой. 
Для управленческих дисциплин характерна взаимосвязь категории управляемость с объектом управления, так как предполагается, что именно объект должен быть управляем. Социологический анализ управляемости показывает, что управляемость поддерживается не объектом, а субъектом управления (М.В. Рубцова). Это позволяет признать управляемость качественной характеристикой субъекта управления. Раскрывая управляемость как качество социальной среды, внимание акцентируется на создании субъектами личных управляемых пространств, которые в своей совокупности образуют совместные управляемые пространства, заполняющие социальное пространство.